# Predator (film 1987)

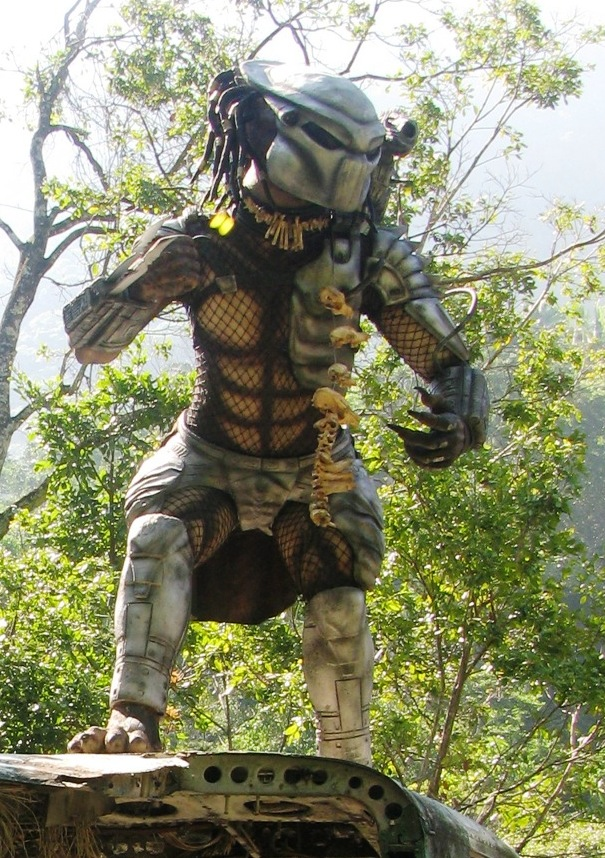
Predator (inscenizacja w miejscu, gdzie kręcono film w Puerto Vallarta, Meksyk)

Predator – amerykański film science-fiction z 1987 roku w reżyserii Johna McTiernana, który zapoczątkował serię filmów Predator.

## Obsada
- Arnold Schwarzenegger – major Alan „Dutch” Schaefer
- Carl Weathers – major George Dillon
- Elpidia Carrillo – Anna
- Richard Chaves – Poncho Ramirez
- Bill Duke – sierżant „Mac” Eliot
- Jesse Ventura – Blain
- Sonny Landham – Billy Sole
- Shane Black – Hawkins
- Kevin Peter Hall – Predator / pilot śmigłowca
- Peter Cullen – Predator (głos)
- R.G. Armstrong – generał Phillips
- Sven-Ole Thorsen – sowiecki oficer

## Fabuła
Film opowiada historię amerykańskich żołnierzy należących do grupy ratunkowej, wysłanej w głąb dżungli w celu odnalezienia zaginionych pilotów. Niestety, po odnalezieniu miejsca katastrofy, okazuje się, że przed nimi wysłano już jedną ekipę ratunkową, która zaginęła, a ratownicy-komandosi zostali obdarci ze skóry. O tę potworną zbrodnię oskarżeni zostają miejscowi partyzanci. Żołnierze odnajdują ich obóz i zabijają wszystkich poza jedną kobietą – Anną. Następnie, podczas przeprawy przez dżunglę, Anna ucieka żołnierzom. Jeden z komandosów ściga dziewczynę, jednak gdy ją odnajduje, nagle zostaje wciągnięty przez niewidocznego napastnika w gąszcz. Wkrótce coś zaczyna atakować ekipę, nikomu nie udaje się jednak ustalić źródła zagrożenia.
Następnego dnia komandosi zostają ponownie zaatakowani. Giną wszyscy z wyjątkiem Anny i majora Dutcha Schaefera. Anna ucieka w głąb lasu, zaś Dutch – ścigany przez niewidzialnego zabójcę – wpada do rzeki, po czym wyczołguje się na brzeg i zakopuje się w mule. Tajemniczy morderca staje się widoczny, Dutch widzi zamaskowanego, uzbrojonego potwora chodzącego na dwóch nogach z osobliwymi dreadami na głowie. Tajemniczy łowca z innej planety, przybyły na Ziemię, by zapolować na ludzi, nie zauważa Dutcha i odchodzi. Dutch domyśla się, że obcy widzi świat w podczerwieni a zimne błoto chwilowo ukryło temperaturę ciała przed wzrokiem kosmity. Postanawia wykorzystać to specyficzne maskowanie. Przez resztę dnia przygotowuje staranną pułapkę na bestię, po czym wieczorem zwabia ją okrzykiem. Predator przybywa na miejsce, po czym dochodzi do zażartego pojedynku między Dutchem a łowcą. W końcu przybysz wpada do pułapki Dutcha – zostaje przywalony drzewem. Dutch przez chwilę obserwuje groteskową twarz potwora, ten odpala zaś bombę, wysadzając las. Komandos ucieka w ostatniej chwili. W ostatniej scenie widzimy helikoptery wiozące ocalałych Dutcha i Annę.

## Produkcja
Za produkcję obrazu odpowiedzialne było studio 20th Century Fox, które w jego realizację zainwestowało około piętnastu milionów dolarów.
By przedstawić filmowych bohaterów w realistycznym świetle, spece od castingu zaangażowali do ról amerykańskich komandosów aktorów solidnej budowy, posiadających nierzadko przeszłość wojskową. Jesse Ventura, odtwórca postaci Blaina, był członkiem Underwater Demolition Team (prekursorów Navy SEALs) i − podobnie, jak Richard Chaves (Ramirez) − służył podczas wojny wietnamskiej. Carl Weathers (Dillon), choć nigdy nie należał do sił specjalnych, udzielał się jako futbolista, zaś gwiazdor filmu Arnold Schwarzenegger (Dutch) karierę rozpoczynał jako kulturysta. Twórcy Predatora otrzymali także od CIA informacje dotyczące tajnych operacji Amerykańskich Sił Specjalnych w Ameryce Środkowej w latach 70. i 80., co pomogło im nakreślić militarną otoczkę powstającego projektu.
Producenci Joel Silver i Lawrence Gordon najpierw zaoferowali główną rolę Schwarzeneggerowi. Po przeczytaniu skryptu aktor uznał scenariusz do filmu za pomysłowy i przewrotny. W krótkim czasie zdecydował, że przyjmie rolę majora Schaefera, stając się pierwszym członkiem obsady oficjalnie zaangażowanym w produkcję.
Projekt kręcono począwszy od 14 kwietnia 1986 roku w Meksyku. Lokacje atelierowe obejmowały tereny stanu Jalisco, w tym przede wszystkim miasto i uzdrowisko Puerto Vallarta, a także wodospad Misol-Ha oraz miejscowość Palenque (stan Chiapas).
Filmowe efekty specjalne wyprodukowały cztery amerykańskie firmy: R/Greenberg Associates Inc., Stan Winston Studio (Winston samodzielnie zajął się charakteryzacją specjalną), Dream Quest Images oraz Howard Anderson Company. Wśród twórców efektów wizualnych znajdował się Polak, Robert Mrozowski.